# Aliojärvi
Aliojärvi är en sjö i Kiruna kommun i Lappland och ingår i Torneälvens huvudavrinningsområde. Sjön har en area på 0,0863 kvadratkilometer och ligger 367,9 meter över havet. Aliojärvi ligger i Pessinki fjällurskog Natura 2000-område.

## Delavrinningsområde
Aliojärvi ingår i det delavrinningsområde (755563-179640) som SMHI kallar för Ovan Aljunjoki. Medelhöjden är 373 meter över havet och ytan är 41,54 kvadratkilometer. Det finns inga avrinningsområden uppströms utan avrinningsområdet är högsta punkten. Aljunjoki som avvattnar avrinningsområdet har biflödesordning 4, vilket innebär att vattnet flödar genom totalt 4 vattendrag innan det når havet efter 343 kilometer. Avrinningsområdet består mestadels av skog (71 procent) och sankmarker (27 procent). Avrinningsområdet har 1,11 kvadratkilometer vattenytor vilket ger det en sjöprocent på 2,7 procent.